# Stünzhain
Stünzhain is een dorp in de Duitse gemeente Altenburg in  Thüringen. De gemeente maakt deel uit van het Landkreis Altenburger Land. Het dorp wordt voor het eerst genoemd aan het einde van de twaalfde eeuw. In 1950 werd Stünzhain samengevoegd met Ehrenberg. Die gemeente fuseerde in 1993 met Altenburg. 